# Río Mbini
El río Benito (también conocido como Mbini o Wele) es el principal río de la zona continental de Guinea Ecuatorial. Atraviesa la región de Río Muni de oriente a poniente. En su desembocadura en el Atlántico se encuentra la villa de Mbini. Nace en Gabón, en la provincia de Woleu-Ntem, donde recibe el nombre de Woleu, y posee unos 338 km de longitud.
- Datos: Q2634342
- Multimedia: Benito (Mbini) River, Equatorial Guinea / Q2634342